# Előválasztás

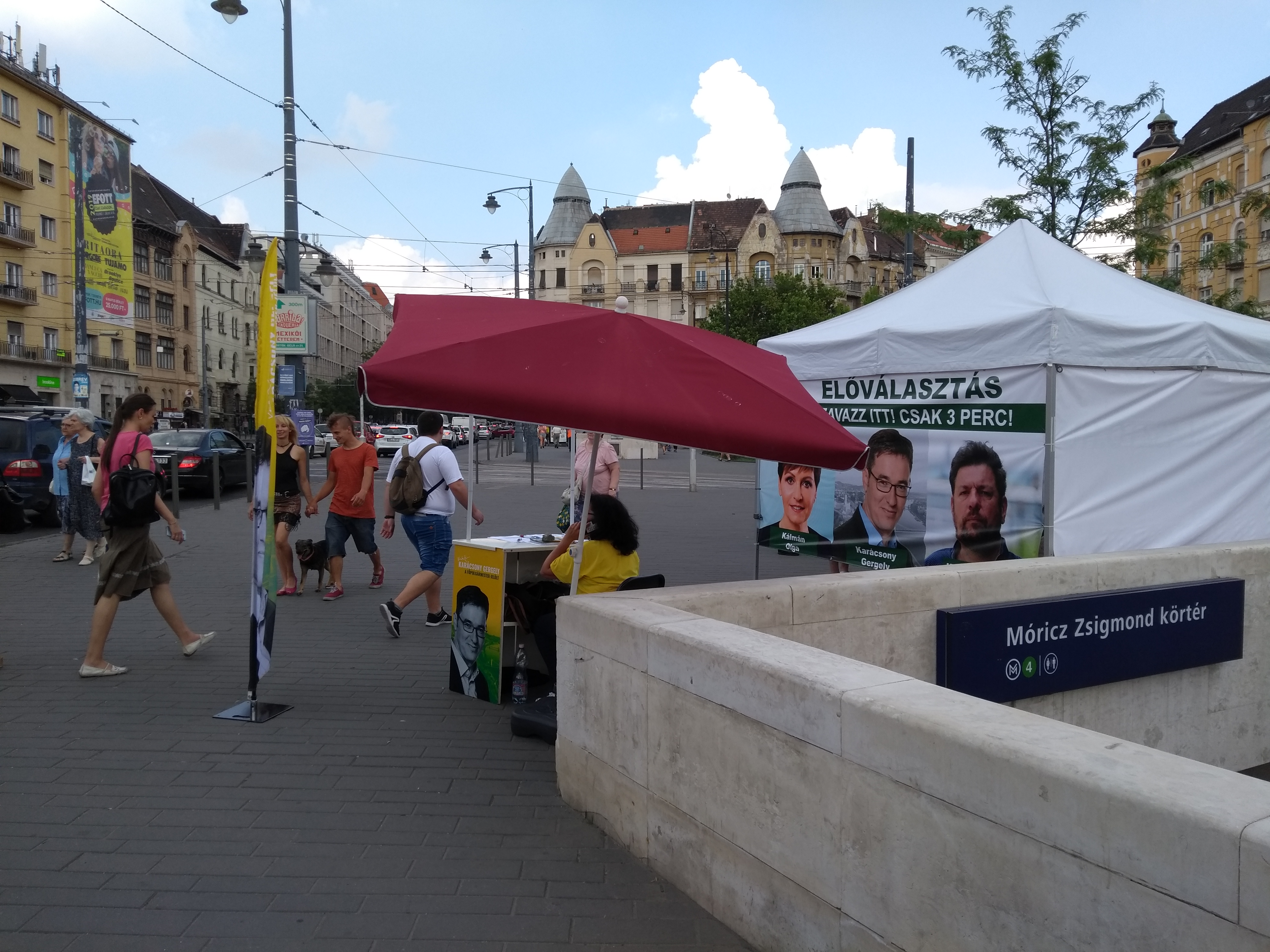
Szavazósátor a 2019-es főpolgármesteri előválasztás második fordulójában a Móricz Zsigmond körtéren

Az előválasztás egy politikai esemény, amely során a választók egy rendes választást megelőzően kinyilváníthatják a támogatásukat a választáson induló egyes jelöltek iránt. Ennek legszélesebb formája a nyílt előválasztás, amelyen bárki leadhatja a voksát, aki a rendes választáson is szavazhat, míg egyes esetekben zárt előválasztást tartanak, amelyen csak a jelöltállító szervezet tagjai nyilváníthatnak véleményt.
Az előválasztáson a jelölőszervezetek a rendes választást megelőzően információt kaphatnak jelöltjeik népszerűségéről, közben lehetőségük van a nyílt politikai viták lefolytatására. Nem elhanyagolható az sem, hogy az előválasztások növelhetik a jelöltek és pártprogramok ismertségét a potenciális szavazók körében.
Az országos előválasztás általában olyan országokra jellemző, ahol többségi elvű, és egyfordulós szavazást tartanak. Az amerikai elnökválasztások előtt rendezett hagyományos Republikánus és Demokrata Párti előválasztások világszinten a legkiforrottabbaknak tekinthetők. Európában kevésbé elterjedtek, bár a 90-es évek óta egyes országokban nő a jelentősége. Hazánkban először 2019-ben, a főpolgármesteri jelölésért tartottak nyílt előválasztást.

## Jellemzői

### Célja
Az előválasztások céljai például az alábbiak lehetnek:
- az előválasztáson megismerhető, hogy mely jelöltek mögött áll a legnagyobb támogatottság, ami segíthet a jelölőszervezetnek a jelölt kiválasztásában;
- ösztönzi a jelölteket, hogy a közéleti viták egy részére már a rendes választás előtt sort kerítsenek;
- segít a jelöltek személyének és programjának népszerűsítésében a választások előtt;
- illetve transzparensebbé teszi a jelöltállítást a választók számára.

### Típusai
Az előválasztásnak sokféle típusa alakult ki, szabályozása politikai közegtől függően sokféle lehet, de a legtöbb rendszer alapvetően két típus egy speciális változatának tekinthető. 
- A zárt előválasztáson csak a jelölőszervezet regisztrált tagjai szavazhatnak arról, hogy a rendes választáson ki legyen a szervezet jelöltje, azaz rivális szervezetek tagjai és függetlenek nem vehetnek rész rajta.
- Ezzel szemben a nyílt előválasztáson bármely regisztrált választópolgár részt vehet, akár függetlenek, akár más jelölőszervezetek tagjai is. Egyes előválasztásokon elvárják, hogy a szavazók valamely jelölőszervezetnél tagsággal rendelkezzenek, míg más előválasztásokon elég a szavazóhelyiségben dönteni arról, hogy a szavazó melyik előválasztási ívet kívánja kitölteni.

A fentiek mellett megkülönböztetnek még kevert rendszerű és egyéb előválasztásokat is.
- A félig zárt előválasztáson például a függetlenek szavazását megengedik, de a rivális szervezetek tagjai nem szavazhatnak. Ilyen előválasztáson olykor elvárhatják a szervezetek, hogy a regisztráció és a szavazás között elteljen egy meghatározott idő;
- a félig nyílt előválasztáson a nyílt rendszerűhöz hasonlóan bármely jelölőszervezet tagja részt vehet, viszont előírják, hogy a rivális szervezetek közül csak egyre adható le előválasztási szavazat;
- a pártfüggetlen előválasztáson a szavazólapon nem csak egy szervezet jelöltjei szerepelnek, és a rendes választáson jelölőszervezettől függetlenül a két legtöbb előválasztási szavazatot kapott jelölt versenyez.

### Visszaélések
Az előválasztások, azon belül is elsősorban a nyílt előválasztások esetén bizonyos esetekben nem zárható ki a visszaélésszerű szavazói magatartás. Ha nincs megszabva, hogy csak a jelölőszervezet regisztrált tagjai szavazhatnak, akkor különféle céllal megjelenhetnek az előválasztáson a rivális szervezetek szavazói is. Például megeshet, hogy az átszavazók az esélytelenebbnek vélt jelölt mögé állnak, hogy saját jelöltjüknek ezzel növeljék az esélyét a rendes választáson, vagy olyan jelöltet támogatnak, amely közelebb áll saját szervezetük nézeteihez. Efféle esetek az USA-ban mind a Republikánus, mind a Demokrata Párti előválasztáson előfordultak.
Ha nincsenek szigorú szabályok arra vonatkozólag, hogy ki indulhat az előválasztáson, akkor megtörténhet az is, hogy a rivális szervezetek olyan jelöltet indítanak, akinek a célja az előválasztás komolyságának kikezdése. Ennek egy példájaként Bede Zsolt kormánypárti aktivista a 2019-es budapesti előválasztáson kimondottan azért indult el, hogy az ellenzéki jelölteket és az előválasztást nevetségessé tegye.
Ha nagyon sok visszaélésszerű átszavazás történik, az számottevően befolyásolhatja az eredményt, és az eredménybe vetett bizalmat is. Ezért a jelölőszervezetek igyekeznek védekezni ezek ellen, amelyre többféle megoldást alkalmazhatnak. Például előzetes regisztrációhoz köthetik a szavazást, és kiköthetik, hogy rivális szervezeteknél a szavazó ne legyen regisztrált, illetve hogy más előválasztáson ne voksoljon. Bizonyos esetekben a voksolókat a jelölőszervezet világnézetének megfelelő értéknyilatkozat aláírására kérik, ami erkölcsi visszatartóerő lehet. Más esetekben jelképes pénzbeli támogatást is kérnek a szervezetek, amely egyrészt az előválasztás finanszírozására fordítható, másrészt költségessé, nehézzé teszi a tömeges visszaéléseket.

## Alkalmazása Magyarországon
Az előválasztás magyarországi bevezetését a Republikon Intézet már 2015-ben javasolta, bár a 2018-as magyarországi országgyűlési választáson még nem alkalmazták. A 2022-es választásra a Republikon Intézet újabb javaslatot tett, immár a 2019-es magyarországi önkormányzati választás előtti két előválasztás tapasztalatainak birtokában.

### 2019-es előválasztások

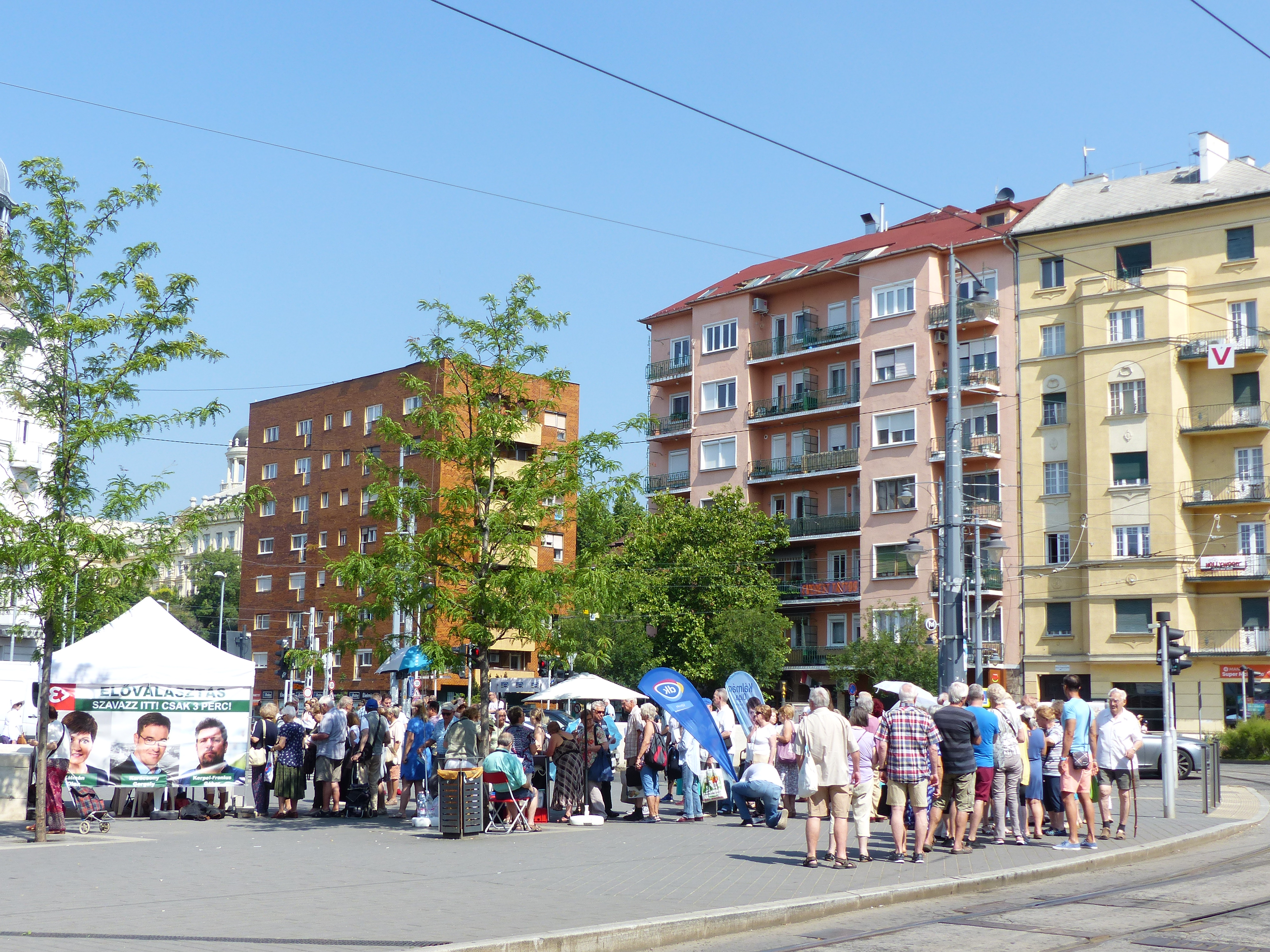
Előválasztás 2019 júniusában Budapesten

Hazánkban előválasztást széles körben először a 2019-es önkormányzati választásokat megelőzően alkalmazták egyes ellenzéki szervezetek. A főpolgármesteri posztra jelöltek között kettő, a ferencvárosi polgármesterjelöltek között egy előválasztást tartottak. A választások szervezését és a szavazatok számlálását a Civil Választási Bizottság tagszervezetei végezték.
A budapesti főpolgármesteri előválasztás első fordulójában 34 133 érvényes szavazat közel 81%-át Karácsony Gergely szerezte meg. A második fordulóban 68 240 érvényes szavazatot adtak le, ebből kb. 4000-et online formában. A szavazók 48,9%-a Karácsonyra szavazott. A ferencvárosi előválasztáson 2030-an szavaztak (a kerületi lakosság 5%-a), akik 72%-a Baranyi Krisztinát támogatta.
Mind a főpolgármesteri előválasztások, mind a ferencvárosi kerületi előválasztás nyílt rendszerű előválasztás volt, azaz a rendes választáson szavazásra jogosultak mind leadhatták a szavazatukat.

### 2022-es országgyűlési előválasztások
A Republikon Intézet 2020. március 10-én javaslatot dolgozott ki a 2022-es ellenzéki előválasztásokra. Az IDEA Intézet által 2020. július végi kutatásában a megkérdezett nem kormánypárti választók közel háromnegyede a közös ellenzéki listát és a közös ellenzéki képviselőjelöltekkel történő indulást támogatta, míg a Publicus augusztusi mérése szerint az ellenzéki választók kétharmada úgy gondolja, az előválasztás növelné egy esetleges ellenzéki miniszterelnök-jelölt támogatottságát.

## Külföldi példák

### Amerikai Egyesült Államok

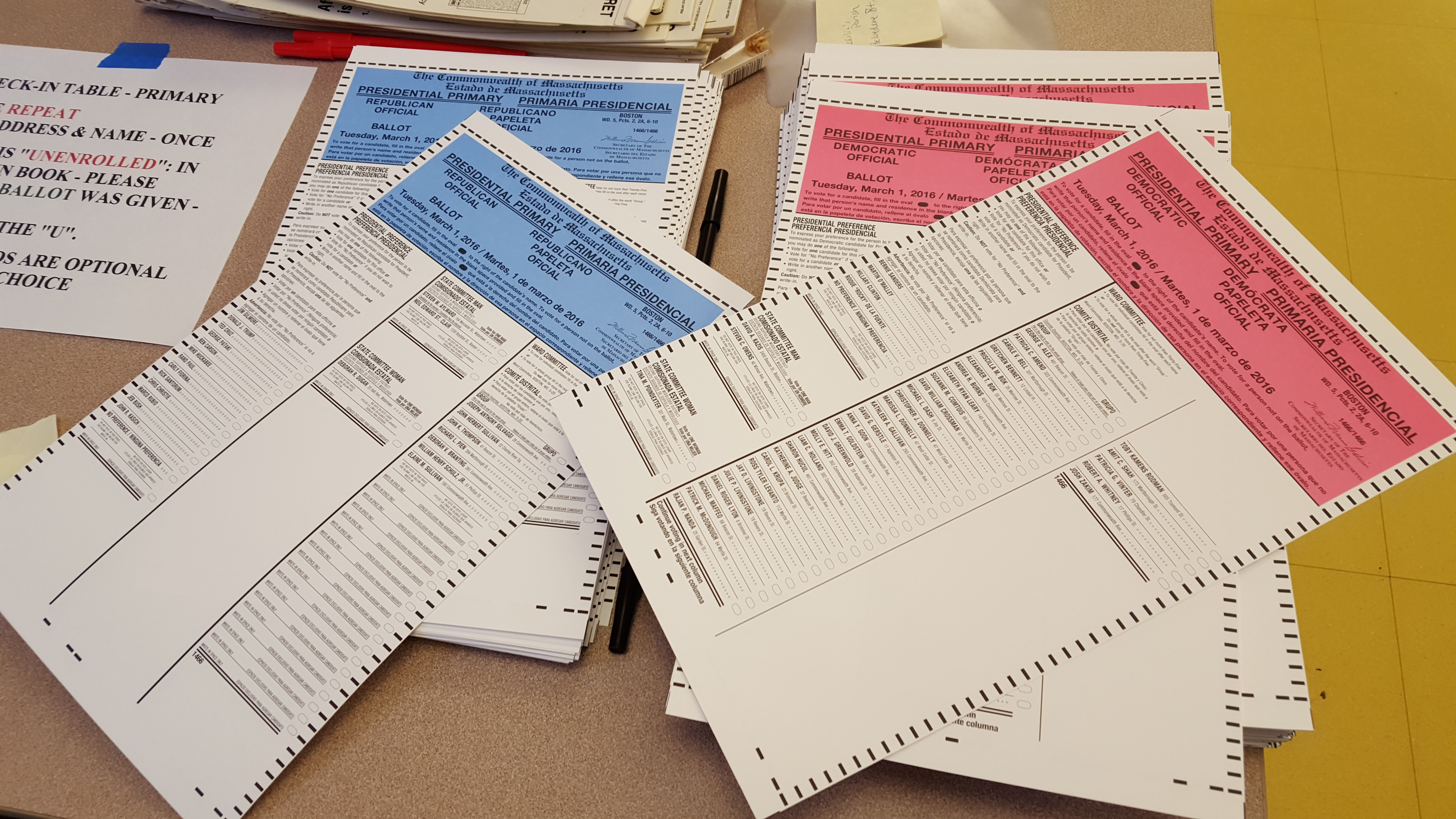
A 2016-os szuperkedden Massachusetts államban használt előválasztási szavazólapok

A nyílt előválasztás nevezetes példái az USA négyévente tartott elnökválasztásai előtti előválasztások. Bár az alkotmány nem szabályozza az előválasztások rendjét, a pártok kiforrott, intézményesült eljárásokat alkalmaznak. A jelöltállítás módja mindkét nagy párt esetében államonként változhat: egyes államokban jelölőgyűlés (kaukusz) határozza meg a jelöltek személyét, máshol nyílt előválasztáson, megint máshol e kettő valamilyen kombinációjával döntenek. 
Az államonkénti jelöltállítás a választási év januárjában, vagy február elején az Iowa államban tartott kaukusszal kezdődik, amit rendszerint a New Hampshire-i előválasztás követ. E két eseménynek az államok méretéhez képest nagy jelentősége van az előválasztási folyamatban, hiszen itt mérkőznek meg először a jelöltek, mielőtt az úgynevezett szuperkedd következne. A februárban vagy márciusban tartott szuperkedden egyszerre kb. a delegáltak harmadát választják meg. Ezt további államok előválasztásai és kaukuszai követik egészen júniusig. A két nagy párt választási naptára állandó, de nem egyforma, azaz nem feltétlenül egyszerre tartják egy adott államban a demokraták és a republikánusok az előválasztást. 

### Európa
Európa legtöbb országában arányos és kétfordulós választási rendszer működik, ami sok esetben feleslegessé teszi az előválasztást. Előfordul, hogy a pártok szervezeten belül zárt előválasztásokkal választják ki a jelöltjeiket egy-egy regionális vagy országos szavazás előtt, de nyílt országos és önkormányzati előválasztásokat csak egyes országokban, és csak az 1990-es évektől kezdve tartanak. Több-kevesebb előválasztás zajlott már Nagy-Britanniában, Franciaországban, Németországban, Olaszországban, Spanyolországban, a keleti országok közül pedig Lengyelországban és Romániában. Ezek az előválasztások elnöki, miniszterelnöki, polgármesteri, illetve képviselői pozíciókra szóltak.
Az európai parlamenti választásokon induló párok közül először a Zöld Párt szervezett előválasztást 2013-ban, amit a Szocialisták Pártja 2014-es előválasztása követett.

#### Olaszország
Olaszországban első alkalommal az Északi Liga tartott előválasztást 1995-ben, ám az akkor nem honosult meg az olasz politikában. Később, a 2005-ös olaszországi parlamenti választás előtt Romano Prodi pártja, a L'Unione az olasz kétpólusú politikai színtéren szokatlan módon országos előválasztással legitimáltatta magát a balközép jelöltjeként. A 2005. október 16-án tartott egynapos, nyílt előválasztáson minden olasz állampolgár részt vehetett, aki a 2006-os parlamenti választások dátumáig betöltötte a 18. évet. Országosan 4,3 millió választó vett részt a voksoláson. Ezt követően az olasz baloldalon rendszeresen tartottak regionális és országos előválasztásokat is. Bár alkalmazása a jobboldalon nem ennyire jellemző, de 2017-ben az Északi Liga is tartott előválasztást, amelyet Matteo Salvini nyert meg.

#### Franciaország
2011-et megelőzően csak baloldali, párton belüli előválasztásokat rendeztek az országban. Az első országos előválasztást a független, liberális agytröszt, a Terra Nova javaslatára, és a 2008-as amerikai elnökválasztás előválasztásai mintájára tartották 2011-ben. Célja a Szocialista Párt és a Baloldali Radikális Párt azon jelöltjének kiválasztása volt, aki a 2012-es elnökválasztáson ringbe szállhat. A választáson a jelölőszervezetek tagjai, azok ifjúsági tagozatainak regisztrált tagjai (akár 15 éves kortól) vehettek részt, és minden résztvevőnek legalább 1 euróval kellett a lebonyolítási költségekhez hozzájárulnia. Az előválasztást François Hollande nyerte meg. 2016-ban a Republikánus Párt is előválasztással döntött elnökjelöltjéről.

#### Németország
2013-ban a Zöld Párt szervezett előválasztást a két listavezető kijelölésére.

## Fordítás
- Ez a szócikk részben vagy egészben  a   Primary election című angol Wikipédia-szócikk ezen változatának fordításán alapul.  Az eredeti cikk szerkesztőit annak laptörténete sorolja fel. Ez a jelzés csupán a megfogalmazás eredetét és a szerzői jogokat jelzi, nem szolgál a cikkben szereplő információk forrásmegjelöléseként.
- Ez a szócikk részben vagy egészben  a   Primary elections in Italy című angol Wikipédia-szócikk ezen változatának fordításán alapul.  Az eredeti cikk szerkesztőit annak laptörténete sorolja fel. Ez a jelzés csupán a megfogalmazás eredetét és a szerzői jogokat jelzi, nem szolgál a cikkben szereplő információk forrásmegjelöléseként.